# Pandectística

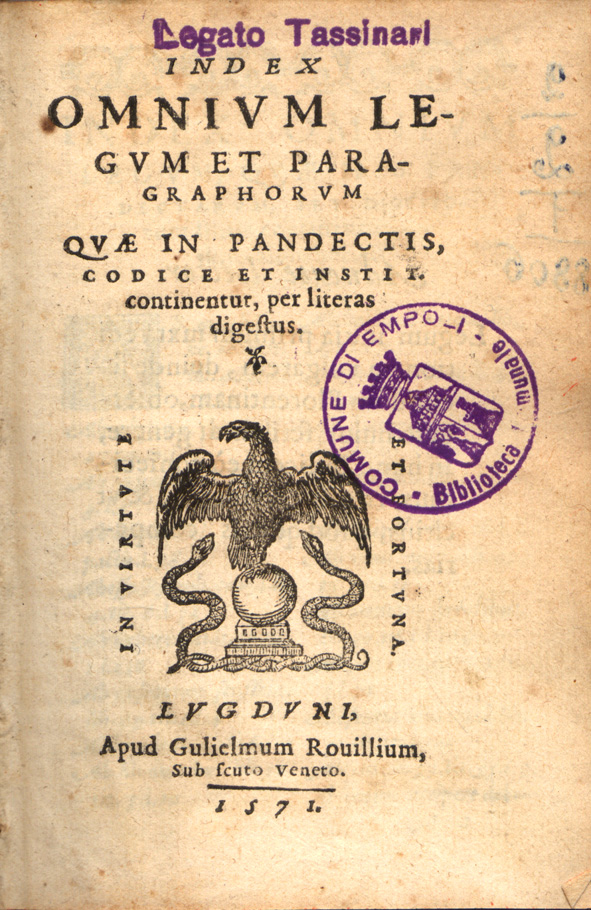
La escuela pandectística trataba de analizar los textos del derecho romano siguiendo el método de la dogmática jurídica.

La pandectística o pandectismo fue una doctrina jurídica europea posterior al humanismo jurídico y anterior a la codificación, que alcanzó su apogeo en Alemania en el siglo XIX.
La escuela pandectística trataba de analizar los textos del derecho romano siguiendo el método de la dogmática jurídica, es decir, buscando la extracción de principios, así como la deducción de conceptos nuevos, basados en la abstracción a partir de conceptos anteriores.